# TOI-1231 b
TOI-1231 b est une exoplanète de type Neptune tempérée, découverte en 2021 grâce au satellite TESS (Transiting Exoplanet Survey Satellite) de la NASA. Elle orbite autour de l'étoile naine rouge TOI-1231, également connue sous le nom de NLTT 24399, située à environ 90 années-lumière de la Terre. Cette planète suscite un grand intérêt en raison de sa température modérée et de son atmosphère potentiellement riche, offrant une opportunité unique d'étude pour les astronomes.

## Caractéristiques physiques
- Type : Planète de type Neptune (gazeuse)
- Masse : Environ 15,4 fois celle de la Terre
- Rayon : Environ 3,65 fois celui de la Terre
- Température d'équilibre : Environ 330 K (57 °C)
- Densité : Faible, suggérant une atmosphère étendue[1]sources : site Nasa

Malgré sa proximité avec son étoile (à seulement 0,1288 unité astronomique), TOI-1231 b présente une température modérée. Cela s'explique par le fait que son étoile hôte est une naine rouge de type M3V, plus froide et moins lumineuse que notre Soleil. Cette caractéristique rend la planète particulièrement intéressante pour l'étude de son atmosphère. Elle est également ce que l’on appelle, une planète-hycéane.